# Jean-Pierre Thomas
Pour les articles homonymes, voir Thomas.
 (juillet 2014).
Si vous disposez d'ouvrages ou d'articles de référence ou si vous connaissez des sites web de qualité traitant du thème abordé ici, merci de compléter l'article en donnant les références utiles à sa vérifiabilité et en les liant à la section « Notes et références ».
Jean-Pierre Thomas est un homme d'affaires et ancien homme politique français, né le 29 mars 1957 à Gérardmer (Vosges). Fondateur de Thomas Vendôme Investments en 2013, et ancien associé-gérant de la Banque Lazard de 1997 à 2013, c'est un spécialiste de l'économie russe.

## Parcours politique
Il est diplômé de l'ICN de Nancy. Ancien responsable national des Jeunes Giscardiens, il participe à la campagne électorale de Valéry Giscard d'Estaing en 1981 et est un acteur important du Parti républicain de 1986 à 1997.
Il est député des Vosges de 1993 à 1997. Il est l'auteur de la première loi sur l'épargne retraite dite loi Thomas adoptée en 1997 mais jamais appliquée du fait de la non publication des décrets d'application. La loi Thomas a été abrogée en 2001. Il est porte-parole du groupe UDF sur les questions budgétaires et fiscales de 1995 à 1997. Proche de François Léotard, il est également amené à travailler avec Charles Millon quand ce dernier est président du groupe UDF à l'Assemblée nationale.
Ancien trésorier du Parti républicain (France), il est impliqué à ce titre dans des procédures judiciaires concernant le financement illicite des partis politiques français avec l'Affaire des marchés publics d'Île-de-France et est condamné par le tribunal correctionnel le 26 octobre 2005 à 15 mois avec sursis et 5 000 euros d'amende.

## Carrière dans la finance
Associé gérant de la filiale de gestion de la Banque Lazard de 1997 à 2013, il est responsable du private equity et intervient dans le domaine de la gestion de la fortune. Il s'est également spécialisé dans les relations avec la Russie et participe, à ce titre, aux forum de Saint-Petersbourg. Depuis 2013, il a créé sa propre banque d'affaires, Thomas Vendôme Investments.
Fondateur et membre du conseil scientifique du Cercle des épargnants dirigé par Jean-Pierre Gaillard et Philippe Crevel, il est un des défenseurs de l'épargne retraite collective et individuelle par capitalisation en France. Il a quitté au mois d'avril 2014 le Cercle des Epargnants à la suite de l'arrivée d'Eric Lombard à la présidence de Generali. Il participe à la création du Cercle de l'épargne avec Philippe Crevel.

## Liens avec la Russie
Il est chargé de mission auprès du Président de la République pour le développement des relations économiques entre la France et la Russie , mission officialisée en 2011. Il est l'auteur d'un rapport au Président de la République et au Président de la Fédération de la Russie sur les moyens de développer les relations commerciales entre l'Europe et la Russie (remise officielle effectuée au mois d'avril 2012). Ce rapport propose la création d'un espace économique commun à l'Europe et à la Russie. François Hollande a mis un terme à cette mission dès son accession à la Présidence de la République. Il demeure conseiller auprès du Président Poutine au sujet des investissements français en Russie et a créé une société de conseil sur ce sujet.
En janvier 2018, il est nommé administrateur indépendant, puis le 28 décembre 2018, il est nommé président du conseil d'administration du groupe industriel russe Rusal, leader mondial de la production d'aluminium en dehors de la Chine. Une fonction qu'il occupe à partir du 1er janvier 2019 pour une rémunération annuelle de 460 000 dollars. Le 28 janvier 2019, Jean-Pierre Thomas est évincé de ses fonctions pour la levée des sanctions sur l'aluminium imposées à la Russie par les États-Unis,.